# 迪拉區
迪拉區是索馬利亞時期的一個區，目前為位於索馬利蘭西方的奧達勒州。首府為迪拉。